# Kastenholz János András
Kastenholz János András (Sopron, 1682. február 23. – Sopron, 1724. november 7.) ágostai evangélikus lelkész.

## Életútja
Kastenholz György pékmester és Meyer Anna fia. Miután szülővárosában középiskoláit elvégezte, 1701. április 18-án a lipcsei egyetemre iratkozott be, hol négy évig hallgatta a teológiai s bölcseleti tudományokat. 1704. december 11-től Bécsben nevelősködött. 1705. október 11-én Regensburgban papnak szentelték föl és december 5-én Kőszegen kezdte meg lelkészi hivatalát, hol az 1710. évi pestist átélte s akkori tapasztalatait leírta; e művet kéziratban hagyta hátra. Azután nemescsói lelkész volt; honnét 1713. augusztus 9-én meghivatott Sopronba pestilentiarus (harmadik) lelkésznek, hol az 1714. augusztus 20-án elhunyt Serpilius Keresztély helyébe rendes lelkésznek lépett. A soproni evangélikus gyülekezet tápintézetét (hol addig 12 tanuló ifjú nyert ellátást), az ő buzgalmából kibővítették.

## Munkája
- Christliche Leichen-Predigt bei volkreicher Beerdigung des Herrn Mich. Meissners Evang. Predigers in Oedenburg. Sammt Jo. Abrah. Avenarii Abdankungs-Rede. Regensburg, év n.